# Yubo
Yubo is een mobiele applicatie, een sociaal netwerk dat is ontworpen om "nieuwe vrienden te maken" en dat stelt gebruikers in staat om video- en livechatgroepen te maken met maximaal 10 personen. Yubo werd in 2015 gelanceerd door drie Franse ingenieursstudenten.

## Geschiedenis
Yubo is een mobiele applicatie die in 2015 werd ontwikkeld door Sacha Lazimi, Jérémie Aouate en Arthur Patora, drie Franse studenten van technische scholen, CentraleSupélec en Télécom Paris. De applicatie had twee voorlopers: Saloon in 2012 en Twelve in 2013.
De lancering van Yubo vond in oktober 2015 plaats op iPhone en Android.
In december 2019 haalde het bedrijf 11,2 miljoen euro aan fondsen op bij de investeringsfondsen Iris Capital en Idinvest Partners, maar ook bij zijn gebruikelijke investeerders: Alven, de historische investeerder, Sweet Capital en Village Global, die Mark Zuckerberg en Jeff Bezos onder zijn investeerders heeft. Yubo noemt verschillende redenen voor deze fondsenwerving. Yubo wil met name de veiligheid verbeteren door het aantal menselijke moderatoren te vergroten. Yubo wil nieuwe markten ontwikkelen, waaronder Japan en Brazilië. Het geld moet ook worden gebruikt om technologische innovaties te ontwikkelen, zoals het delen van schermen, waardoor gebruikers kunnen samenwerken voor games of om te winkelen.
In september 2020, het bedrijf, dat zijn ontwikkeling in de Verenigde Staten en Latijns- Amerika wil voortzetten, vestigt zich in Jacksonville, Florida, waar het zijn Amerikaanse hoofdkantoor vestigt. Yubo opent ook een kantoor in Londen.
In 2020 kondigt het bedrijf, in de context van de covid-19-pandemie, een versnelling van de groei van zijn activiteiten aan met een toename van 350% in de tijd besteed aan focusgroepen en 8,5 miljoen nieuwe geregistreerde leden van januari tot september. Het bedrijf claimt 40 miljoen leden.
In november 2020 voert Yubo een nieuwe fondsenwerving uit, waarbij 40 miljoen euro wordt opgehaald bij zijn historische investeerders en bij een nieuwkomer, Gaia Capital Partner. Het doel is met name om de matiging te versterken en de Aziatische markt te ontwikkelen.

## Speciale functies
Met Yubo kun je in realtime videodiscussiegroepen maken, met maximaal 10 leden. Het gestelde doel van de ontwikkelaars van de applicatie is dat Yubo-gebruikers online kunnen socializen zoals in het "echte leven". Verschillende waarnemers, onder wie klinisch psycholoog Emma Levillair, merken op dat Yubo de 'vind ik leuk'-knop heeft verlaten, en zij geloven dat het sociale netwerkmodel dat is ontwikkeld door het bedrijf Yubo zich onderscheidt van de meeste sociale netwerken die eraan voorafgingen. Dit laatste is eerder gebaseerd op het delen van inhoud en het abonneren op de accounts van "influencers" met zeer veel abonnees.

## Veiligheidsbeoordelingen
In de beginperiode werd Yubo bekritiseerd door de pers, verenigingen en kinderbeschermingsspecialisten die verschillende problemen aan de orde brachten: het risico van seksuele predatie van jongeren door volwassenen, het verzenden van naaktfoto's en gevallen van intimidatie. Het bedrijf Yubo heeft veel verbeteringen aan de beveiligingssystemen doorgevoerd en eind 2019 verzekert Yubo dat zijn problemen met betrekking tot modereren tot het verleden behoren. Beveiligingsexperts erkennen de toewijding en vooruitgang van Yubo op dit gebied, terwijl ze geloven dat noch Yubo, noch sociale media in het algemeen nul risico kunnen bereiken.

## Economisch model en financiële gegevens
Yubo maakt geen reclame voor zijn applicatie en beweert dat het geen inkomsten genereert met behulp van gebruikersgegevens. Het bedrijf zegt dat de enige bron van inkomsten de verkoop van extra functies is. Gebruikers kunnen bijvoorbeeld een "boost" kopen om de zichtbaarheid van hun profiel te vergroten en zo meer sociale interacties te verkrijgen. Het bedrijf rapporteerde in 2019 een omzet van $ 10 miljoen (€ 8,9 miljoen).